# Marcos Ambrose
Marcos Ambrose, född den 1 september 1976 i Launceston i Tasmanien, är en australisk racerförare.

## Racingkarriär
Ambrose är en mycket respekterad och sympatisk förare, som kör i NASCAR Nationwide Series och i NASCAR Sprint Cup. Han vann sin första tävling på Watkins Glen 2008. Han har även vunnit det australiska V8-mästerskapet två gånger, vilket han gjorde 2003 och 2004. Ambrose körde då för Ford i Stone Brothers Racing. I samband med premiären av 2005 års säsong annonserade Ambrose att han skulle flytta till NASCAR 2006. Han sista säsong i hemlandet gav en tredjeplats i mästerskapet.